# 森の里 (名古屋市)
森の里（もりのさと）は、愛知県名古屋市緑区の町名。現行行政地名は森の里一丁目及び森の里二丁目。住居表示未実施。

## 地理
名古屋市緑区の南西部に位置し、南に南大高、他は大高町に接する。

## 歴史

### 町名の由来
緑の多い土地であることに由来する。

### 沿革
- 1935年（昭和10年） - 大日本紡績（のちのユニチカ）が大高工場を設置[1]。
- 1976年（昭和51年） - ユニチカ大高工場敷地を買収し、名古屋市営森の里荘を設置する[1]。
- 1979年（昭和54年）3月4日 - 緑区大高町の一部により、同区森の里一丁目および同二丁目が成立する[2]。

## 世帯数と人口
2019年（平成31年）3月1日現在の世帯数と人口は以下の通りである。
| 丁目         | 世帯数    | 人口    |
| ------------ | --------- | ------- |
| 森の里一丁目 | 1,163世帯 | 2,543人 |
| 森の里二丁目 | 285世帯   | 566人   |
| 計           | 1,448世帯 | 3,109人 |

### 人口の変遷
国勢調査による人口の推移
| 1995年（平成7年）  | 4,261人 | [ WEB 6 ]  |  |
| 2000年（平成12年） | 3,913人 | [ WEB 7 ]  |  |
| 2005年（平成17年） | 3,624人 | [ WEB 8 ]  |  |
| 2010年（平成22年） | 3,466人 | [ WEB 9 ]  |  |
| 2015年（平成27年） | 3,228人 | [ WEB 10 ] |  |

## 学区
市立小・中学校に通う場合、学校等は以下の通りとなる。また、また、公立高等学校全日制普通科に通う場合の学区は以下の通りとなる。
| 丁目         | 番・番地等 | 小学校                 | 中学校               | 高等学校 |
| ------------ | ---------- | ---------------------- | -------------------- | -------- |
| 森の里一丁目 | 全域       | 名古屋市立大高南小学校 | 名古屋市立大高中学校 | 尾張学区 |
| 森の里二丁目 | 全域       | 名古屋市立大高南小学校 | 名古屋市立大高中学校 | 尾張学区 |

## 施設

### 森の里一丁目

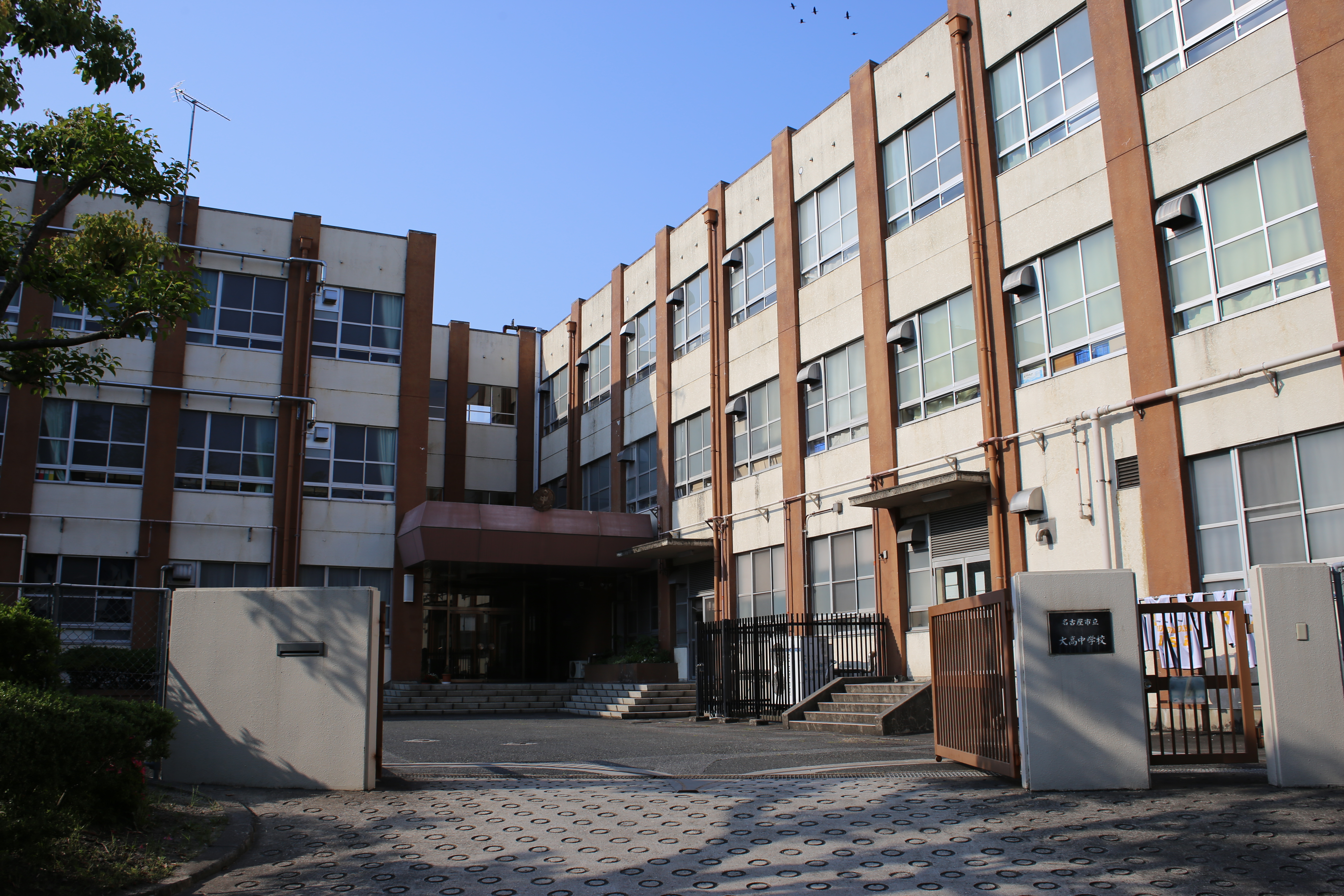
名古屋市立大高中学校
- 森の里団地
- 森の里保育園
- 大高南コミュニティセンター
- 名古屋市交通局自動車工場

閉鎖後、交通局および名古屋市各局において使用する予定がなく、敷地について売却を検討している。
- 名古屋市立大高中学校

## その他

### 日本郵便
- 郵便番号 : 459-8002[WEB 3]（集配局：緑郵便局[WEB 14]）。

### WEB
1. ↑  “愛知県名古屋市緑区の町丁・字一覧”.   人口統計ラボ. 2019年3月31日閲覧。
2. 1 2  “町・丁目(大字)別、年齢(10歳階級)別公簿人口(全市・区別)”.   名古屋市 (2019年3月20日). 2019年3月21日閲覧。
3. 1 2  “郵便番号”.  日本郵便. 2019年3月17日閲覧。
4. ↑  “市外局番の一覧”.   総務省. 2019年1月6日閲覧。
5. ↑  “緑区の町名一覧”.   名古屋市 (2015年10月21日). 2019年3月31日閲覧。
6. ↑  総務省統計局 (2014年3月28日). “平成7年国勢調査の調査結果(e-Stat) - 男女別人口及び世帯数 －町丁・字等”. 2019年3月23日閲覧。
7. ↑  総務省統計局 (2014年5月30日). “平成12年国勢調査の調査結果(e-Stat) - 男女別人口及び世帯数 －町丁・字等”. 2019年3月23日閲覧。
8. ↑  総務省統計局 (2014年6月27日). “平成17年国勢調査の調査結果(e-Stat) - 男女別人口及び世帯数 －町丁・字等”. 2019年3月23日閲覧。
9. ↑  総務省統計局 (2012年1月20日). “平成22年国勢調査の調査結果(e-Stat) - 男女別人口及び世帯数 －町丁・字等”. 2019年3月23日閲覧。
10. ↑  総務省統計局 (2017年1月27日). “平成27年国勢調査の調査結果(e-Stat) - 男女別人口及び世帯数 －町丁・字等”. 2019年3月23日閲覧。
11. ↑  “市立小・中学校の通学区域一覧”.   名古屋市 (2018年11月10日). 2019年1月14日閲覧。
12. ↑  “平成29年度以降の愛知県公立高等学校（全日制課程）入学者選抜における通学区域並びに群及びグループ分け案について”.   愛知県教育委員会 (2015年2月16日). 2019年1月14日閲覧。
13. ↑  名古屋市役所 監査事務局 監査第一課庶務係 (2015年11月17日). “交通局（平成27年監査公表第2号関係分・平成27年8月31日現在の措置状況）”.   名古屋市. 2019年12月24日閲覧。
14. ↑  “郵便番号簿 2018年度版” (PDF).   日本郵便. 2019年3月31日閲覧。

### 書籍
1. 1 2 3  名古屋市計画局 1992, p. 645.
2. ↑  名古屋市計画局 1992, p. 865.